# Coupe de France féminine de cyclisme sur route 2018
Cet article traite uniquement de la compétition féminine. Pour les résultats de la compétition masculine, voir Coupe de France de cyclisme sur route 2018.
Navigation
Coupe de France 2017 Coupe de France 2019
La Coupe de France féminine de cyclisme sur route 2018  est la 19e édition de la Coupe de France féminine de cyclisme sur route.

## Résultats
| Date         | Course                                      | Vainqueur           | Deuxième           | Troisième      |
| ------------ | ------------------------------------------- | ------------------- | ------------------ | -------------- |
| 2 avril      | Prix de la Ville du Mont Pujols             | Morgane Coston      | Cédrine Kerbaol    | Marion Sicot   |
| 13 mai       | Grand Prix Fémin'Ain d'Izernore             | Elizaveta Oshurkova | Maria Novolodskaya | Marie Le Net   |
| 17 juin      | Classic Féminine de Vienne Poitou-Charentes | Camille Devi        | Gladys Verhulst    | Marine Quiniou |
| 28 juillet   | Grand Prix de Trévé Le Menec                | Audrey Cordon-Ragot | Victorie Guilman   | Pauline Allin  |
| 24 août      | La Picto-Charentaise                        | Lauren Kitchen      | Maëlle Grossetête  | Pauline Allin  |
| 16 septembre | Classique Pyrénées                          | Jade Wiel           | Marie Le Net       | Manon Souyris  |

## Classement final
|     | Coureuse         | Points |
| --- | ---------------- | ------ |
| 1re | Marie Le Net     | 432    |
| 2e  | Pauline Allin    | 392    |
| 3e  | Gladys Verhulst  | 348    |
| 4e  | Morgane Coston   | 329    |
| 5e  | Jade Wiel        | 311    |
| 6e  | Manon Souyris    | 290    |
| 7e  | Lucie Jounier    | 283    |
| 8e  | Victorie Guilman | 275    |
| 9e  | Marion Sicot     | 261    |
| 10e | Marine Quiniou   | 219    |

- Coupe de France espoirs :  Gladys Verhulst
- Coupe de France juniors :  Marie Le Net